# عزلة بني خطاب (صنعاء)
عزلة بني خطاب هي إحدى عزل مديرية مناخة في محافظة صنعاء اليمنية ويبلغ تعداد سكانها 4822 نسمة حسب التعداد السكاني في اليمن لعام 2004.